# Oleh Omeltchouk
Oleh Petrovych Omeltchouk (en ukrainien : Олег Петрович Омельчук), née le 7 juin 1983 à Khabarovsk (RSFS de Russie), est un tireur sportive ukrainien qui concoure au pistolet à air comprimé masculin de 10 mètres et au pistolet masculin de 50 mètres. Il est le champion d'Europe 2014 du pistolet 10 m mais aussi champion d'Europe 2021 du pistolet 50 m.

## Palmarès
Omeltchouk a représenté l'Ukraine à quatre Jeux Olympiques. Aux Jeux olympiques d'été de 2008, il termine à la 16e place de l'épreuve pistolet à air comprimé masculin de 10 m et à la 4e place du pistolet de 50 m, perdant la médaille de bronze face au Russe Vladimir Isakov lors d'un tir de barrage.
Aux Jeux olympiques d'été de 2012, Omeltchouk termine 5e du dernier tour du pistolet à air comprimé masculin de 10 m et 29e place du pistolet masculin à 50 m. Il a également participé aux Jeux olympiques d'été de 2016 à Rio de Janeiro.
En 2018, il est médaillé de bronze par équipe aux Championnats du monde de tir 2018 au pistolet par équipe mixte avec Olena Kostevych.
Le 27 juillet 2021, aux Jeux olympiques d'été de 2020 (Tokyo), Oleh Omeltchouk toujours avec Olena Kostevych remporte une médaille de bronze au pistolet à air comprimé 10 m par équipe mixte ; il avait fini à la 18e place en individuel.